# Pleurosicya occidentalis
Pleurosicya occidentalis är en fiskart som beskrevs av Larson, 1990. Pleurosicya occidentalis ingår i släktet Pleurosicya och familjen smörbultsfiskar. Inga underarter finns listade i Catalogue of Life.